# Кислота Мошера

Кислота Мошера, R-энантиомер слева, S-энантиомер справа

Кислота Мошера, или α-метокси-α-трифторметилфенилуксусная кислота (сокращ. англ. MTPA) — карбоновая кислота, которая впервые была использована Гарри С. Мошером в качестве хирального дериватизирующего агента. Это хиральная молекула, которая может существовать в виде R- и S-энантиомеров.

## Применение
В качестве хирального дериватизирующего агента кислота Мошера реагирует со спиртами или аминами с неизвестной стереохимией с образованием сложного эфира или амида. Абсолютная конфигурация сложного эфира или амида затем может быть определена протонной и/или 19F ЯМР-спектроскопией.
Хлорангидрид кислоты Мошера иногда используется для этих же целей, так как обладает лучшей реакционной способностью.